# Cyperus grayi
Cyperus grayi là loài thực vật có hoa trong họ Cói. Loài này được Torr. mô tả khoa học đầu tiên năm 1836.